# لوک نیوبری
لوک نیوبری (انگلیسی: Luke Newberry؛ زادهٔ ۱۹ فوریهٔ ۱۹۹۰) بازیگر تئاتر و بازیگر سینما اهل انگلستان است.
از فیلم‌ها یا برنامه‌های تلویزیونی که وی در آن نقش داشته‌است می‌توان به آنا کارنینا، کوارتت و قلب من اشاره کرد.